# Мицубиши G4M
Мицубиши G4M (式陸上攻撃機) е наземно базиран, японски двумоторен бомбардировач, с кодово име от Съюзниците „Betty“. Самолета не е притежавал необходимата броня на жизненоважни агрегати и е бил известен с това че се е запалвал много лесно при прострелване. Бил е известен сред пилотите като „Огненият ковчег“.
Използван е от Японската империя през Втората световна война.